# Grundsatz der Waffengleichheit
Der Grundsatz der Waffengleichheit (auch: Gebot der Waffengleichheit) ist ein verfahrensrechtlicher Grundsatz und gehört zum prozeduralen Mindeststandard in rechtsstaatlichen Demokratien.

## Deutschland
Im deutschen Recht ist der Grundsatz der Waffengleichheit Ausdruck des Anspruchs auf rechtliches Gehör vor Gericht (Art. 103 Abs. 1 GG) und das mit ihm im Zusammenhang stehende Recht auf Gewährleistung eines wirkungsvollen Rechtsschutzes. Er gilt im Zivilverfahren ebenso wie im Strafprozess, Verwaltungsprozess und im Verwaltungsverfahren. Der Grundsatz der Waffengleichheit wird unter anderem durch die gerichtliche Hinweispflicht verwirklicht. 

### Zivilprozess
Im Zivilprozess stellt die Waffengleichheit die formelle Gleichheit der prozessualen Rechtspositionen der Parteien und ihre durch den Richter zu verwirklichende materielle Gleichwertigkeit im Sinne einer prozessualen Chancengleichheit sicher. Diese kommt insbesondere in dem Anspruch auf rechtliches Gehör zum Ausdruck, der schon im römischen Recht bekannt war (audiatur et altera pars). Die Beteiligten einer bürgerlichen Rechtsstreitigkeit müssen die Möglichkeit haben, sich im Prozess mit tatsächlichen und rechtlichen Argumenten zu behaupten. Deshalb darf das Gericht beispielsweise die Richtigkeit bestrittener Tatsachen nicht ohne hinreichende Prüfung bejahen. Ohne eine solche Prüfung fehlt es an einer dem Rechtsstaatsprinzip genügenden Entscheidungsgrundlage.
In asymmetrischen Prozesslagen sowie bei einem strukturellen Informationsgefälle besteht keine Waffengleichheit. Die grundgesetzlichen Gewährleistungen aus dem Rechtsstaatsprinzip, Justizgrundrechten, Justizgewährleistungsanspruch sowie Eigentum verlangen vom Gesetzgeber eine zumindest teilweise noch anstehende Novellierung der Zivilprozessordnung (ZPO). Dazu gehört auch ein effektiver kollektiver Rechtsschutz, der Kaufleuten, Verbrauchern und anderen Personen gleichermaßen eine effektive Rechtsverfolgung ermöglicht. Eine Justizentlastung erfordert eine Verfahrensausgestaltung, die wie in den USA einen Vergleichsschluss schon in der ersten Instanz als sachgerecht erscheinen lässt. Dazu lassen sich zum Beispiel – anders als Feststellungsklagen – Leistungsklagen nach typisierenden Betrachtungen miteinander verbinden. Die Beschlüsse des 72. Deutsche Juristentag in Leipzig 2018 (DJT) sind daher im Wesentlichen für Gruppenzahlungsklagen (auch Gruppenklagen oder Sammelklagen) und gegen die Musterfeststellungsklage aus §§ 606 ff. ZPO.
Zu der erforderlichen fairen Balance zwischen den Parteien gehört auch die gleichmäßige Verteilung des Risikos am Verfahrensausgang und der Kostenbelastung, die Pflicht des Gerichts zur Gleichbehandlung der Parteien und die Pflicht zur ausgleichenden Verhandlungsführung. Das Gericht darf nicht mit zweierlei Maß messen. Bestehende strukturelle Ungleichgewichte sind nach Möglichkeit auszugleichen.
Bei typischen beweismäßigen Ungleichgewichten können Substantiierungs- und Beweiserleichterungen bis hin zur Beweislastumkehr für die benachteiligte Partei geboten sein. Bei einseitiger Zeugenbenennung wird der Grundsatz der Waffengleichheit verwirklicht durch Anhörung der beweislosen anderen Partei gem. § 141 ZPO, soweit nicht eine Parteivernehmung gem. § 448 ZPO in Frage kommt. Die Erstreckung auf Fälle der Beweisnot ohne Ungleichgewicht ist keine Frage der Waffengleichheit (str.).
Die Situation von Bemittelten und Unbemittelten ist bei der Verwirklichung des Rechtsschutzes weitgehend anzugleichen. Eine Partei, die nach ihren persönlichen und wirtschaftlichen Verhältnissen die Kosten der Prozessführung nicht, nur zum Teil oder nur in Raten aufbringen kann, erhält deshalb auf Antrag Prozesskostenhilfe (§ 114 ZPO).

### Strafprozess
Als eine der Unterausprägungen des Grundrechtes auf ein faires Verfahren ist das Gebot prozessualer Waffengleichheit auch im Strafprozess anerkannt.
Es ist gekennzeichnet durch das Verlangen nach verfahrensrechtlicher Waffengleichheit von Ankläger und
Beschuldigtem. Hierzu gehört beispielsweise die Wissensgleichheit als Unterfall
der Waffengleichheit. So ist dem Beschuldigten bei seiner ersten Vernehmung nicht nur zu eröffnen, welche Tat ihm zur Last gelegt wird und welche Strafvorschriften in Betracht kommen, sondern er ist auch über seine prozessualen Rechte zu belehren (§ 136 StPO). Gem. § 140 StPO wird ein Pflichtverteidiger bestellt. Jedem Verteidiger steht das Recht zur Akteneinsicht zu (§ 147 StPO). 
Der Eigenart des Strafverfahrens sind verfahrensspezifische Unterschiede in der Rollenverteilung der staatlichen Strafverfolgungsorgane und Verteidigung jedoch immanent. Zumindest aber muss „die Subjektstellung des Beschuldigten und sein Recht auf Verteidigung in einem verfahrensrechtlichen Aktionsrahmen von Wechselseitigkeit und Partizipation“ gehalten werden.
Diese Grundsätze sind auch auf das Verhältnis der Beschuldigtenrechte zu den Rechten des Verletzten im Strafverfahren zu erstrecken, insbesondere wenn dem Beschuldigten neben der Staatsanwaltschaft auch ein Nebenkläger gegenübersteht. Im Adhäsionsverfahren tritt noch die Erwiderung auf
zivilrechtliche Schadenersatzansprüche hinzu. Einer möglichen Asymmetrie kann beispielsweise durch einen weiteren Verteidiger oder längere Schriftsatzfristen für den Verteidiger begegnet werden.

### Verwaltungsprozess
Gegen Akte der öffentlichen Gewalt gewährt Art. 19 Abs. 4 GG effektiven Rechtsschutz.
Verfahrensgleichheit und Fairness kann das Verwaltungsgericht durch die Gerichtliche Hinweispflicht (Deutschland) gem. § 86 Abs. 3 VwGO herstellen, so dass auch in erstinstanzlichen Verfahren ohne Anwaltszwang der vor Gericht unerfahrene Beteiligte seine Position ungehindert und effektiv vortragen kann.

### Verwaltungsverfahren
Ausdruck der Waffengleichheit im Sinne einer Wissensgleichheit von Verwaltung und Bürger ist im Verwaltungsverfahren insbesondere das Recht zur Akteneinsicht (§ 29 VwVfG). In manchen Bundesländern gibt es jedoch nicht unwesentliche Vollzugsdefizite seitens der Behörden, so dass das Einsichtsrecht beim Verwaltungsgericht eingeklagt werden muss.
Auch die anwaltliche Vertretung dient dem Ausgleich eines Kompetenzgefälles zwischen sachkundiger Verwaltung und dem in der Regel rechtsunkundigen Bürger. Die Gebühren und Auslagen eines Rechtsanwalts oder eines sonstigen Bevollmächtigten sind jedoch gem. § 80 Abs. 1, Abs. 2 VwVfG im Ausgangsverfahren überhaupt nicht und im Vorverfahren nur dann erstattungsfähig, soweit der Widerspruch erfolgreich und die Zuziehung eines Bevollmächtigten nach Ansicht der Behörde im Einzelfall notwendig war. Eine restriktive Kostenerstattungspraxis erschwert dabei die Verwirklichung der Waffengleichheit. War der Widerspruch erfolglos, kann eine Erstattung der Rechtsanwaltskosten nicht beansprucht werden, es sei denn, das einschlägige Fachrecht enthält vom allgemeinen Verfahrensrecht abweichende Regelungen, wie es z. B. im Enteignungsverfahren der Fall ist (§ 121 Abs. 1 und 2 BauGB).

## Österreich
Seit Inkrafttreten der Europäischen Menschenrechtskonvention in Österreich am 3. September 1958 sind die Rechte aus Art. 6 EMRK dort unmittelbar geltende Grundrechte. Über die Vereinbarkeit des einfachen Rechts mit der EMRK entscheiden der Österreichische Verfassungsgerichtshofs und der der Europäische Gerichtshof für Menschenrechte. Die Waffengleichheit im Strafprozess wird auch in der rechtswissenschaftlichen Literatur thematisiert.

## Schweiz
Nach Art. 29 und Art. 30 der Schweizerischen Bundesverfassung zählen zu den Verfahrensgarantien auch der Anspruch auf ein faires Verfahren und die Waffengleichheit. Das Schweizer Bundesgericht legt Inhalt und Umfang dieser Rechte im Einzelfall aus.

## Europa
In den Mitgliedsstaaten des Europarats folgt der Grundsatz der Waffengleichheit aus Art. 6 Abs. 1 der Europäischen Menschenrechtskonvention (EMRK), dem Recht auf ein faires Verfahren. Nationales Recht ist hierbei im Lichte der EMRK auszulegen, so dass die EMRK de facto Vorrang vor dem nationalen Recht genießt.  

## Internationales Recht
Der Grundsatz der Waffengleichheit ist in Art. 8 der Amerikanischen Menschenrechtskonvention (als Right to a fair Trial) mit Geltung für Mittel- und Südamerika und Art. 14 des Internationalen Pakts über bürgerliche und politische Rechte, der von den meisten Staaten der Welt ratifiziert wurde, verankert.